# Sukolilo (Jiwan)
Sukolilo is een bestuurslaag in het regentschap Madiun van de provincie Oost-Java, Indonesië. Sukolilo telt 4813 inwoners (volkstelling 2010).